# Arne Carlsson (politiker)
Karl Arne Ingvar Carlsson (i riksdagen kallad Carlsson i Gävle), född 23 december 1927 i Alster, död 29 september 2003 i Gävle Heliga Trefaldighets församling, var en svensk ombudsman och politiker (socialdemokrat). Han var riksdagsledamot i första kammaren 1970 för Gävleborgs läns valkrets.